# Salix ardana
Salix ardana är en videväxtart som beskrevs av Jerzy Zieliński och Petrova. Salix ardana ingår i släktet viden, och familjen videväxter. Inga underarter finns listade i Catalogue of Life.